# توماس آر بيكرينغ
توماس آر بيكرينغ (بالإنجليزية: Thomas R. Pickering)‏ (و. 1931 – م)هو دبلوماسي من الولايات المتحدة الأمريكية .

## التعليم
تعلم في جامعة تافتس، وجامعة ملبورن.

## الخدمة العسكرية
خدم في بحرية الولايات المتحدة.

## روابط خارجية
- توماس آر بيكرينغ على موقع IMDb (الإنجليزية)
- توماس آر بيكرينغ على موقع مونزينجر (الألمانية)
- توماس آر بيكرينغ على موقع إن إن دي بي (الإنجليزية)